# MS Amorella
MS Amorella er en cruisefærge, der drives af det finske færgerederi Viking Line på Turku-Mariehamn/Långnäs-Stockholm ruten. MS Amorella blev bygget i 1988 på Brodogradiliste Split værftet i det daværende Jugoslavien. 

## Historie
MS Amorella blev bestilt i 1986 af SF Line en af partnerne i Viking Line konsortiumet. Brodogradiliste Split værftet overbød i første omgang de andre bud på at bygge skibet fra andre værfter selvom den finske stat faktisk tilbød støtte til at opfører skibet så længe det skete på et finsk værft. At bygge skibe på finske værfter var almindelig praksis i 1980'erne for at skabe flere job til Finland, men denne gang gjorde SF Line en undtagelse og fik bygget skibet i det daværende Jugoslaviens. Den oprindeligt planlagte leveringsdato for MS Amorella var marts 1988, men på grund af forsinkelser i byggeriet blev skibet ikke færdiggjort før september samme år hvilket betød at SF Line blev tvunget til at drive deres lukrative sommersæson ruter med deres gamle færger i stedet for den nye færger som på det tidspunkt endnu ikke var blevet færdiggjort. 
Bortset fra nogle korte perioder i 1997, 1998 og 2002, har MS Amorella altid sejlet på Turku-Mariehamn/Långnäs-Stockholm ruten, hvilket gør hende til det skib som har sejlet længst op den samme rute. Oprindeligt anløb MS Amorella kun Mariehamn i løbet af dagen, men i juli 1999 startede skibet også med at anløbe Ålandsøerne i begge retninger for at bevare de afgiftfrie slag om bord og som et resultatet af dette blev et stop i Långnäs også tilføjet til nat ruten.
Lige som andre skibet har MS Amorella også haft små problemer i løbet af sin service periode for Viking Line. I 1993 grundstødte skibet nær Stockholm. MS Amorella var i stand til at komme ud af grundstødningen ved sin egen kraft men resultatet af grundstødningen var at skibets bund blev så meget beskadet at hun begyndte at tage vand ind og at hendes dieselolie begyndte at lække fra den beskadet brændstoftank. Skibet fortsatte til Stockholm og blev der aflæsning for passagerer og fragt hvorefter skibet sejlede til Luonnonmaan Telakka, Naantali for at blive repareret. I 1995 og igen i 2001 udbrød der brande på skibet i nogle kahytter, men begge gange formåede skibets egne brandfolk at slukke dem. I maj 2005 var der en brand i en parkeret bil på bil dæk 5, men også denne brand slukket hurtigt og effektivt af skibets besætning. I marts 2010 måtte skibet hjælpes ud af isbrydere efter at være blevet sat fast af den tykke is sammen med flere andre fartøjer. 

## Fremtidige
I januar 2010 meddelte Viking Lines kommende administrerende direktør Mikael Backman, at man var i gang med forhandler med flere forskellige skibsværfter om muligheden for at bygge nogle nye og større færger til at erstatte MS Isabella på Turku-Stockholm ruten. Resultatet af dette blev at M/S Viking Grace blev bestilt og erstattede dermed søsterskibet MS Isabella. Der er pt. ingen planer om at erstatte MS Amorella da optionen på et søsterskib til M/S Viking Grace er udløbet. MS Isabella sejler i dag for konkurrenten Tallink

## Dæk
- Dæk. 1: Maskinrummet
- Dæk 2: Kahytter
- Dæk 3: Bil dæk
- Dæk 4: Bil dæk (Dette bil dæk har en hydraulisk platform, der kan sænkes for at opdele bil dækket i to og derved give mere plads til to lag af personbiler.
- Dæk 5:Bil dæk, kahytter
- Dæk 6: Sauna, spa, svømme pool, kahytter
- Dæk 7: Cafeteria, Internet cafe, legerum for børn, informationsskranken, butikker, kahytter, besætningens opholdsrum.
- Dæk 8: Buffe, Pub, restauranter, mødelokaler, Kasino
- Dæk 9: Diskotek, luksuskahytter, suite, besætningens opholdsrum, soldæk
- Dæk 10: Konferencelokaler, diskotek, besætningens opholdsrum
- Dæk 11: Besætningens kahytter, soldæk
- Dæk 12: Kommandobroen

## Eksterne links
- Http://www.faktaomfartyg.se/amorella_1988.htm Arkiveret 2. august 2012 hos  hos Archive.is MS Amorella på Fakta OM Fartyg (på svensk)
- Http://www.vikingline.fi/onboard/amorella/ Viking Line officielle website